# Рудо
 Тази статия е за града в Босна и Херцеговина.  За общината вижте Рудо (община).  
Рудо (на сръбски: Рудо) е град източна Босна и Херцеговина, административен център на община Рудо в Република Сръбска. Населението му е около 1 900 души (2013).
Разположен е на 508 метра надморска височина в Динарските планини, на десния бряг на река Лим на самата граница със Сърбия. Основан е през 1897 година, след като тежко наводнение унищожава разположеното на отсрещния бряг на реката по-старо селище, наричано днес Старо Рудо. През 1991 година, в навечерието на Войната в Босна и Херцеговина, 58% от жителите на селището са сърби, а 35% са мюсюлмани.